# Lijst van personages uit Centraal Medisch Centrum
Deze pagina bevat een lijst van personages uit Centraal Medisch Centrum. Deze lijst geeft een overzicht van personages uit de serie. Zowel de hoofdrollen als de terugkerende gastrollen worden vertoond.
De acteurs Robbert van den Bergh en Marius Mensink hebben beide in het eerste seizoen een gastrol. In het tweede seizoen vertolken zij een ander personage dan het eerste seizoen.
Daarnaast is er een aantal acteurs met een terugkerende gastrol. Terugkerende gastrollen waren er voor Justus van Dillen als Aaron van der Laan, Peter Faber als Berend de Waard, de vader van Cleo, Daan Colijn als David Nijs, de vriend van Sebastiaan, Boy Ooteman als boekhouder Willem Rood, Romy Gevers als Jayda, Anna Keuning als verpleegster Nienke Goedhart en Peggy Vrijens als Vanessa.

## Overzicht per seizoen
 = Hoofdrol
 = Terugkerende gastrol
| Acteur                       | Personage                     | Aantal afleveringen | Aantal afleveringen | Aantal afleveringen |
| Acteur                       | Personage                     | S1                  | S2                  | Totaal              |
| ---------------------------- | ----------------------------- | ------------------- | ------------------- | ------------------- |
| Ricky Koole                  | Cleo de Waard                 | 10                  | 10                  | 20                  |
| Bram van der Heijden         | Luuk Visser                   | 10                  | 10                  | 20                  |
| Victoria Koblenko            | Lis van der Laan              | 10                  | 10                  | 20                  |
| Vincent Croiset              | Jacob Weijermans              | 10                  | 10                  | 20                  |
| Toprak Yalçiner              | Dilem Yildiz                  | 10                  | 10                  | 20                  |
| Susan Visser                 | Mia Verhulst                  | 9                   | 10                  | 19                  |
| Kevin Hassing                | Sebastiaan de Moor            | 9                   | 10                  | 19                  |
| Lieke van Lexmond            | Noor Daamen                   | 10                  | 8                   | 18                  |
| Victor Löw                   | Max van Montfoort             | 8                   | 9                   | 17                  |
| Robbert van den Bergh        | Joost van Veen/Alex Lammers   | 7                   | 10                  | 17                  |
| Renée Soutendijk             | Emily Zomer                   | 8                   | 8                   | 16                  |
| Joy Wielkens                 | Tara Kuipers                  | 10                  | 6                   | 16                  |
| Hans Kesting                 | Philippe Meertens             | 8                   | 7                   | 15                  |
| Linde van den Heuvel         | Willemijn Scheffer            | 9                   | 5                   | 14                  |
| Manoushka Zeegelaar-Breeveld | Chris Barends                 | 7                   | 5                   | 12                  |
| Marius Mensink               | Boris Claessens/Boris Drijver | 2                   | 8                   | 10                  |
| Robert de Hoog               | Ivo Segers                    | 9                   |                     | 9                   |

### Hoofdrollen
Een overzicht van alle vaste rollen gesorteerd op eerste verschijning.
| Acteur | Personage          | Seizoen | Afleveringen |
| --- | ------------------ | ------- | ------------ |
| Ricky Koole | Cleo de Waard      | 1–      | 20           |
| Cleo is de nieuwe directrice van het CMC. Philippe verwelkomt haar tegenover de collega's. Cleo heeft het echter niet door dat Philippe een dubbele agenda heeft. Ze wordt door Willemijn verdacht van het wegmoffelen van geld, maar dan blijkt dat haar handtekening vervalst is. In de laatste aflevering stelt Philippe Cleo voor de keuze. Tevens heeft Cleo een relatie met Luuk Visser. Cleo wil niet langer aanzien hoe het CMC te gronden wordt gericht en besluit de politie in te lichten. In de ontmoeting van Cleo en Jaap vertelt Cleo dat de politie op hoogte is van de duistere zaken. Philippe Meertens wordt gearresteerd en Jaap Schot weet te vluchten. In de laatste aflevering van het tweede seizoen wordt Cleo aangevallen door een verwarde patiënt met een gevaarlijk voorwerp. De patiënt heeft een heftig verleden en steekt Cleo meerdere malen. Hierdoor komt Cleo op de spoedeisende hulp te liggen. Hier wordt echter duidelijk dat Cleo zwanger is. |                    |         |              |
| Hans Kesting | Philippe Meertens  | 1–      | 15           |
| Philippe is lid van de Raad van Bestuur van het ziekenhuis, maar houdt er een dubbele agenda op na. Philippe werkt samen met Jaap Schot om geld weg te sluizen uit het CMC. Hij doet zich voor als een keurige man die werkt volgens de regeltjes, maar het tegenovergestelde is waar. In het tweede seizoen wordt Philippe gearresteerd en Schot weet te ontkomen. Niet veel later wordt hij weer vrijgelaten en wordt hij plotseling aangereden. Meertens komt hierdoor in het CMC te liggen. |                    |         |              |
| Bram van der Heijden | Luuk Visser        | 1–      | 20           |
| Luuk is neuroloog. Hij komt net uit een relatie en probeert zijn leven op orde te krijgen. Een tijdje later krijgt hij een relatie met de nieuwe directrice van de afdeling, Cleo. Cleo wil in eerste instantie de relatie met Luuk geheim houden voor het team. Toch besluiten ze dit later openbaar te maken. Luuk merkt dat Cleo een aantal dingen voor hem achterhoud. Hierdoor zet Cleo hun relatie op het spel. |                    |         |              |
| Victoria Koblenko | Lis van der Laan   | 1–      | 20           |
| Lis is cardioloog. Ze is een getrouwde vrouw met een derde kind op komst. Lis is een harde vrouw en zegt wat ze denkt. Lis' man Aaron publiceert vervelende stukken in de krant over het CMC. Lis en Aaron hebben beide eigenlijk geen tijd om voor hun kinderen te zorgen. Wanneer bekend wordt dat Lis gekozen is tot medisch directrice heeft ze nog amper tijd voor Aaron en haar kinderen. |                    |         |              |
| Vincent Croiset | Jacob Weijermans   | 1–      | 20           |
| Jacob is chirurg. Hij heeft sinds zijn scheiding met Mia Verhulst een relatie met Noor Daamen. Alleen is Noor drukker met hun relatie dan Jacob. Uiteindelijk gaat het uit. Jacob vergeet steeds afspraken en doet rare dingen en blijkt na onderzoek Alzheimer te hebben. Jacob is niet iemand die graag stilzit en wil daarom alsnog aan het werk. Hij begrijpt dat hij zijn carrière als chirurg niet verder kan vervolgen. Vanaf heden heeft Jacob de functie Hoofd Non Medische Voorraden op zich genomen. Eerder had hij een andere functie in gedachte, maar werd door Cleo afgekeurd. |                    |         |              |
| Susan Visser | Mia Verhulst       | 1–      | 19           |
| Mia is gynaecoloog en de ex-vrouw van dokter Jacob Weijermans. Mia is jarenlang getrouwd geweest met Jacob. Onlangs hij de ex van haar is, zijn ze goede vrienden. Ze steunt hem nadat Jacob te horen heeft gekregen dat hij aan Alzheimer lijdt. Mia adviseert Jacob te stoppen met werken. Overigens krijgt ze in het tweede seizoen een relatie met de jonge arts Boris. |                    |         |              |
| Victor Löw | Max van Montfoort  | 1–      | 17           |
| Max is oncoloog en is zijn vrouw aan kanker verloren. Max denkt nog iedere dag aan zijn vrouw. Hij heeft daarom gekozen om patiënt te behandelen waarbij kanker is geconstateerd. Emily is een goede vriendin en steun van Max en helpt hem om over zijn verdriet heen te komen. Hij begint later een relatie met haar. |                    |         |              |
| Toprak Yalçiner | Dilem Yildiz       | 1–      | 20           |
| Dilem is hoofdverpleegkundige. Ze is een alleenstaande moeder van een zoon, en staat niet open voor nieuwe liefde. Later krijgt ze toch een relatie met Ivo, maar Ivo kan niet dealen met haar leven en verbreekt de relatie. Als Noor ineens vakantie heeft opgenomen snapt ze niet waarom ze daarover is ingelicht. Dilem maakt zich zorgen om Noor. Nadat Noor terugkeert op de afdeling blijft ze stug volhouden dat ze op vakantie is geweest. Uiteindelijk vertelt ze Dilem dat ze verslaafd is geweest. |                    |         |              |
| Lieke van Lexmond | Noor Daamen        | 1–      | 18           |
| Noor is verpleegkundige en de huidige vriendin van dokter Jacob Weijermans. Maar ze krijgt de indruk dat zij meer wil dan Jacob. Noor meldt aan Cleo dat ze toe is aan vakantie. Echter gaat ze naar een afkickkliniek om van haar verslaving af te komen. Hierdoor neemt ze geen contact op met haar hoofdverpleegkundige en vriendin Dilem. Na terugkomst houdt ze zich aan dat ze op vakantie is geweest. Ze besluit uiteindelijk eerlijk te zijn tegen Dilem en vertelt dat ze naar een afkickkliniek is geweest om van haar verslaving af te komen. |                    |         |              |
| Kevin Hassing | Sebastiaan de Moor | 1–      | 19           |
| Sebastiaan is internist. Hij is homoseksueel, maar doet tegenover zijn collega's hier geheimzinnig over. Hij heeft een relatie met David Nijs. Sebastiaan is ineens uitgekeken op David en gaat vreemd met Alex Lammers. Alex is arts op de SEH. De geheimzinnige relatie tussen hen wordt openbaar en David wil niks meer van hem weten. Uiteindelijk kiest Sebastiaan toch voor David en beginnen opnieuw een relatie. |                    |         |              |
| Manoushka Zeegelaar-Breeveld | Chris Barends      | 1–      | 12           |
| Dokter Barends is pediater in het CMC. Chris vindt dat Cleo op de foute manier aan het bezuinigen is en spreekt haar hierop aan. Barends krijgt een conflict met twee ouders die ze ervan verdenkt dat ze hun kind mishandelen. Ze dreigt de kinderbescherming in te schakelen. De ouders zijn hier totaal niet van gediend en noemen haar een leugenaar. |                    |         |              |
| Renée Soutendijk | Emily Zomer        | 1–      | 16           |
| Emily is psychiater. Ze is getrouwd en heeft twee volwassen kinderen. Ze houdt er een affaire op na, omdat ze eindelijk kan genieten van het leven. Emily gaat met haar man Ben in therapie. Ben denkt dat hij schuld heeft aan hun relatieproblemen. Emily en Ben besluiten vervolgens uit elkaar te gaan. |                    |         |              |
| Robert de Hoog | Ivo Segers         | 1       | 9            |
| Ivo is anesthesist. Hij heeft net een lange reis achter de rug en heeft besloten om zijn liefde te verklaren aan Dilem. Dilem weet niet wat ze met de liefdesverklaring van Ivo aan moet. Uiteindelijk krijgen ze toch samen een relatie. |                    |         |              |
| Linde van den Heuvel | Willemijn Scheffer | 1–      | 14           |
| Willemijn is directiesecretaresse van Cleo. Ze denkt door te hebben dat Cleo geld wegmoffelt, waarna Cleo erachter komt dat er papieren met haar handtekening zijn vervalst. Cleo beschuldigd Willemijn ervan haar handtekening te hebben vervalst. Ze denkt bewijs te hebben tegen Willemijn en ontslaat haar. Hierdoor is Willemijn werkloos geworden en vindt dat ze onterecht ontslagen is. Ze doet er daarom ook alles aan om haar oude baan terug te krijgen. |                    |         |              |
| Joy Wielkens | Tara Kuipers       | 1–2     | 16           |
| Tara is de knappe kantinemedewerkster en roddelaarster. Tara is haar baan zat als kantinemedewerkster en wil haar droom achterna gaan. Ze wil meer van de wereld zien. |                    |         |              |
| Robbert van den Bergh | Alex Lammers       | 1–      | 17           |
| Alex Lammers (in het eerste seizoen Joost van Veen) is arts op de SEH. Die er stiekem een affaire op na houdt met Sebastiaan. Alex komt in aanmerking met patiënten die dringende medische hulp nodig hebben. De patiënten hebben acute aandoeningen of verwondingen. |                    |         |              |
| Marius Mensink | Boris Drijver      | 1–      | 10           |
| Boris Drijver is co-assistent van Lis, maar wordt na zijn coschappen aangenomen als vast cardioloog. In het tweede seizoen speelt hij hetzelfde personage, alleen zijn achternaam is veranderd (voorheen Claessens). Boris heeft moeite met zijn jonge leeftijd als specialist serieus genomen te worden door zijn patiënten. Hij krijgt een relatie met Mia in het tweede seizoen. |                    |         |              |

## Overzicht per seizoen
| Justus van Dillen | Aaron van der Laan | 7 | 9 | 16 |
| Romy Gevers       | Jayda              |   | 7 | 7  |
| Daan Colijn       | David Nijs         | 1 | 4 | 5  |
| Boy Ooteman       | Willem Rood        | 4 | 1 | 5  |
| Peter Faber       | Berend de Waard    | 5 |   | 5  |
| Anna Keuning      | Nienke Goedhart    |   | 5 | 5  |
| Peggy Vrijens     | Venessa            |   | 5 | 5  |

### Terugkerende gastrollen
Een overzicht van de meest voorkomende terugkerende gastrollen gesorteerd op eerste verschijning.
| Acteur | Personage          | Seizoen | Afleveringen |
| --- | ------------------ | ------- | ------------ |
| Justus van Dillen | Aaron van der Laan | 1–      | 16           |
| Aaron is een journalist dat onderzoek doet naar het CMC ziekenhuis. Hij is getrouwd met Lis en heeft met haar twee kinderen, waarbij een derde op komst is. Aaron houdt zich voornamelijk bezig met het nieuws over het CMC. Hij wil bewijs vinden dat er geld wordt weggemoffeld. Hiermee probeert hij verhaal te halen bij boekhouder Willem Rood. Willem ontkent dat er fraude wordt gepleegd. |                    |         |              |
| Peter Faber | Berend de Waard    | 1       | 5            |
| Berend is de vader van Cleo. Berend komt in beeld nadat hij in het CMC ziekenhuis belandt. Hij heeft een alcoholprobleem. Cleo heeft haar vader al een lange tijd niet gesproken. Ze wil het goedmaken door hem in huis te nemen naar zijn herstel. Berend wil een goede vader voor Cleo zijn en bemoeit zich met allerlei zaken. Cleo zit er niet op te wachten. Al snel krijgt Berend een terugval en grijpt opnieuw aan de fles. Een paar weken later is hij ineens spoorloos verdwenen. Hij besluit naar een afkickkliniek te gaan en verbreekt het contact met Cleo. Als Berend ineens contact opneemt via de telefoon met Cleo, hoort Cleo aan de stem van haar vader dat het niet goed met hem gaat. Niet veel later wordt Cleo gebeld met het nieuws dat Berend is overleden. |                    |         |              |
| Boy Ooteman | Willem Rood        | 1–      | 5            |
| Willem Rood is de boekhouder van Cleo. Willem werkt jaren als boekhouder bij het CMC. Hij komt er snel achter dat er een aantal dingen niet kloppen. Hiermee gaat hij naar Cleo en is bang voor fraude. Aaron van der Laan doet hier onderzoek naar. Willem krijgt dan bezoek van Aaron die hem uithoort over de duistere zaken binnen het CMC. |                    |         |              |
| Daan Colijn | David Nijs         | 1–      | 5            |
| David is de vriend van Sebastiaan. Ze hebben een lange tijd samen een relatie. Totdat Sebastiaan vreemdgaat met SEH-arts Alex Lammers. Sebastiaan probeert dit in eerste instantie verborgen te houden voor David, maar vertelt hem dit uiteindelijk. Sebastiaan moet kiezen tussen David of Alex. David is niet geduldig en verbreekt hun relatie. Toch komen ze uiteindelijk weer bij elkaar na een goed gesprek en besluiten samen opnieuw te beginnen. Sebastiaan vertelt Alex dat hij verder wil met David. |                    |         |              |
| Anna Keuning | Nienke Goedhart    | 2       | 5            |
| Nienke Goedhart is een verpleegster. Ze werkt samen met Dilem en Noor. |                    |         |              |
| Romy Gevers | Jayda              | 2       | 7            |
| Jayda is een zwangere tiener. Ze gaat naar het CMC om te weten of alles in orde is met haar baby. Ze komt zonder afspraak en eist direct geholpen te worden. Mia wil haar niet laten vertrekken en biedt haar hulp aan. Ze neemt Jayda vervolgens ook in huis om tot rust te komen. Mia besluit de kinderbescherming in te lichten over situatie van Jayda. Jayda vertelt de kinderbescherming dat ze bij Mia wil verblijven en dat ze niet terug wil naar haar ouders. |                    |         |              |
| Peggy Vrijens | Venessa            | 2       | 5            |
| Venessa is de date van Jacob. Ze leren elkaar kennen in de sportschool. Venessa en Jacob zien elkaar wel zitten en spreken met elkaar af. Ze krijgen niet veel later samen een relatie en zijn volledig eerlijk tegen elkaar. Jacob verzwijgt alleen dat hij lijdt aan alzheimer. Nadat Jacob eerlijk aan Venessa heeft opgebiecht dat hij lijdt aan alzheimer, kan Venessa hiermee niet leven. |                    |         |              |